# Jan Marten de Vries
Jan Marten de Vries (Wageningen, 1 oktober 1958) is een Nederlands pianist, componist, kerkmusicus en tekstschrijver.

## Levensloop

### Opleiding
De Vries studeerde piano, compositie en kerkmuziek aan het Rotterdams Conservatorium. Hij kreeg hier les van Klaas de Vries, Barend Schuurman, István Hajdú en Michael Davidson en behaalde zijn diploma in 1984 en zijn diploma voor koordirectie in 1988. In 2017 volgde hij nog bij jazzpianist Bert van den Brink een master-studie aan het conservatorium in Utrecht.

### Loopbaan
De Vries werkte als componist voor onder meer de omroepen VPRO, IKON, NCRV en KRO en de Duitse tv-zender ZDF. Hij was vanaf 1988 cantor en plaatsvervangend organist aan de protestantse gemeente in Oegstgeest en was begin jaren negentig kerkmusicus in Samen op Weg-kerk in Hilversum waar hij zicht richtte op jongerenvieringen. Tussen 2000 en 2022 was hij cantor in de Willem de Zwijgerkerk in Amsterdam-Zuid en de Doopsgezinde gemeente in Haarlem en van 2011 tot 2017 aan de De Binnenwaai in Amsterdam-IJburg was hij tevens ook pianist was. Tussen 2020 en 2022 was hij korte tijd organist aan de Protestantse Gemeente Leidschendam. Vanaf 2021 tot op heden is hij cantor aan de Protestantse Gemeente De Toevlucht in Nootdorp-Ypenburg. Daarnaast schrijft en componeert hij ook vele kerkliederen en zijn er werken van hem opgenomen in het "Liedboek – zingen en bidden in huis en kerk" en "Zangen van Zoeken en Zien".

## Liedteksten
- Goed voor een jaar 1, 2 en 3
- Wat dan wel?
- Zingend Geloven VII en VIII
- Liedboek – zingen en bidden in huis en kerk
- Zangen van zoeken en zien
- Samenleesbijbel
- En alle angst voorbij
- Voor een zoeker als de mens

## Composities
- Open ons en raak ons aan
- De Heer is waarlijk opgestaan
- Wij trekken maar verder
- Zittend in het gras